# Cliff Williams
Clifford 'Cliff' Williams (Romford, Engleska, UK, 14. prosinca 1949.) je britanski hard rock glazbenik koji je član australskog hard rock sastava AC/DC kao njihov basist i prateći vokal od sredine 1977. On je započeo svoju profesionalnu glazbenu karijeru 1968., a prethodno je bio u britanskim rock sastavima Home i Bandit. Njegov prvi studijski album s AC/DC je Powerage iz 1978. Sastav, uključujući Williamsa, je primljen u američku Rock 'n' Roll kuću slavnih 2003.
Williamsov stil sviranja je poznat po osnovnim bas linijama koje prate ritam-gitaru.

## Diskografija
AC/DC
- 1978.: Powerage #26 UK, #133 SAD, platinasta naklada
- 1979.: Highway to Hell #13 Aus, #8 UK, #17 SAD, sedmerostruka platinasta naklada
- 1980.: Back in Black #2 Aus, #1 UK, #4 SAD, 42 milijuna prodanih primjeraka diljem svijeta
- 1981.: For Those About to Rock We Salute You #3 Aus, #3 UK, #1 SAD, četverostruka platinasta naklada
- 1983.: Flick of the Switch #3 Aus, #7 UK, #15 SAD, platinasta naklada
- 1984.: '74 Jailbreak #76 SAD, platinasta naklada
- 1985.: Fly on the Wall #5 Aus, #8 UK, #32 SAD, platinasta naklada
- 1986.: Who Made Who #3 Aus, #11 UK, #33 SAD, peterostruka platinasta naklada
- 1988.: Blow Up Your Video #2 UK, #12 SAD, platinasta naklada
- 1990.: The Razors Edge #1 Aus, #4 UK, #2 SAD, peterostruka platinasta naklada
- 1995.: Ballbreaker #6 UK, #4 SAD, dvostruka platinasta naklada
- 1997.: Volts (dio kompleta Bonfire)
- 2000.: Stiff Upper Lip #3 Aus, #7 SAD, platinasta naklada
  - 2001.: Stiff Upper Lip Tour Edition #3 Aus, #7 SAD
- 2008.: Black Ice
- 2014.: Rock Or Bust

## Vanjske poveznice
- AC/DC's new official website